# Ornithodoros graingeri
Ornithodoros graingeri är en fästingart som beskrevs av Heisch och Guggisberg 1953. Ornithodoros graingeri ingår i släktet Ornithodoros och familjen mjuka fästingar.
Artens utbredningsområde är Kenya. Inga underarter finns listade i Catalogue of Life.